# Hoplia argentata
Hoplia argentata är en skalbaggsart som beskrevs av Anton Franz Nonfried 1891. Hoplia argentata ingår i släktet Hoplia och familjen Melolonthidae. Inga underarter finns listade i Catalogue of Life.